# Millencourt
Pour les articles homonymes, voir Millencourt (homonymie).
Ne doit pas être confondu avec Millencourt-en-Ponthieu.
Millencourt est  une commune française située dans le département de la Somme, en région Hauts-de-France.

## Géographie

### Localisation
Millencourt est un village picard situé à 5 km à l'ouest d'Albert et 24 km au nord-est d'Amiens. Sa superficie est de 579 hectares.
Le territoire de la commune est limitrophe de ceux de sepy communes :
|            | Senlis-le-Sec     | Bouzincourt |
| Hénencourt | Millencourt       | Albert      |
| Laviéville | Buire-sur-l'Ancre | Dernancourt |

### Nature du sol et du sous-sol
La majeure partie du sol est argilo-limoneuse et se draine facilement. Le long des pentes, la marne est presque à fleur de terre. La couche végétale est assez mince partout, excepté au nord-ouest du village. Sous la terre végétale, on rencontre de la craie ou des barres de silex en quelques endroits.

#### Relief, paysage
Le relief du village est un vallon très fertile qui s'étend de l'est à l'ouest et qui partage le terroir en deux parties à peu près égales. Le village est bâti sur la pente nord, laquelle est peu accentuée. Du côté sud, le terrain se relève brusquement l'espace de 500 mètres et forme plus loin un plateau d'où on domine la vallée de l'Ancre, au sud.

### Hydrographie
La commune est située dans le bassin Artois-Picardie. Elle n'est drainée par aucun cours d'eau.

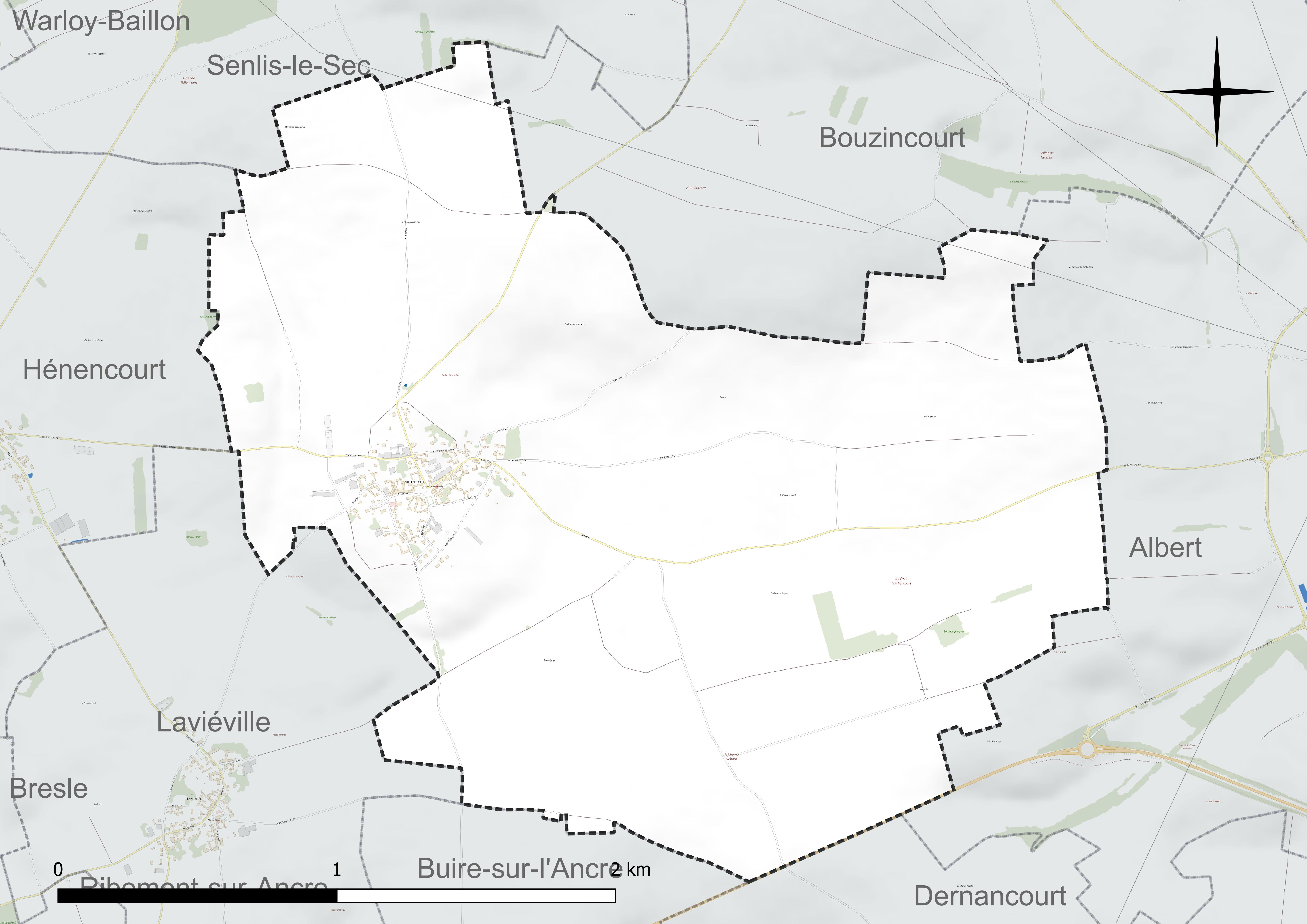
Réseau hydrographique de Millencourt.

### Climat
Pour des articles plus généraux, voir Climat des Hauts-de-France et Climat de la Somme.
En 2010, le climat de la commune est de type climat océanique dégradé des plaines du Centre et du Nord, selon une étude du CNRS s'appuyant sur une série de données couvrant la période 1971-2000. En 2020, Météo-France publie une typologie des climats de la France métropolitaine dans laquelle la commune est exposée à un climat océanique et est dans la région climatique Nord-est du bassin Parisien, caractérisée par un ensoleillement médiocre, une pluviométrie moyenne régulièrement répartie au cours de l'année et un hiver froid (3 °C).
Pour la période 1971-2000, la température annuelle moyenne est de 10,2 °C, avec une amplitude thermique annuelle de 14,5 °C. Le cumul annuel moyen de précipitations est de 755 mm, avec 12,1 jours de précipitations en janvier et 8,4 jours en juillet. Pour la période 1991-2020, la température moyenne annuelle observée sur la station météorologique la plus proche, située sur la commune de Méaulte à 6 km à vol d'oiseau, est de 10,7 °C et le cumul annuel moyen de précipitations est de 730,3 mm,. Pour l'avenir, les paramètres climatiques de la commune estimés pour 2050 selon différents scénarios d'émission de gaz à effet de serre sont consultables sur un site dédié publié par Météo-France en novembre 2022.

### Milieux naturels et biodiversité
La faune et la flore sont celles du nord de la France. On peut y trouver des angéliques, de la menthe, de l'aigremoine, des chauves-souris, hérissons etc. Mais aussi du chiendent, des prêles, le putois, la fouine, la belette ou divers rongeurs.

## Urbanisme

### Typologie
Au 1er janvier 2024, Millencourt est catégorisée commune rurale à habitat dispersé, selon la nouvelle grille communale de densité à sept niveaux définie par l'Insee en 2022.
Elle est située hors unité urbaine. Par ailleurs la commune fait partie de l'aire d'attraction d'Amiens, dont elle est une commune de la couronne,. Cette aire, qui regroupe 369 communes, est catégorisée dans les aires de 200 000 à moins de 700 000 habitants,.

### Occupation des sols
L'occupation des sols de la commune, telle qu'elle ressort de la base de données européenne d'occupation biophysique des sols Corine Land Cover (CLC), est marquée par l'importance des territoires agricoles (95,7 % en 2018), une proportion identique à celle de 1990 (95,7 %). La répartition détaillée en 2018 est la suivante : 
terres arables (95,7 %), zones urbanisées (4,3 %). L'évolution de l'occupation des sols de la commune et de ses infrastructures peut être observée sur les différentes représentations cartographiques du territoire : la carte de Cassini (XVIIIe siècle), la carte d'état-major (1820-1866) et les cartes ou photos aériennes de l'IGN pour la période actuelle (1950 à aujourd'hui).

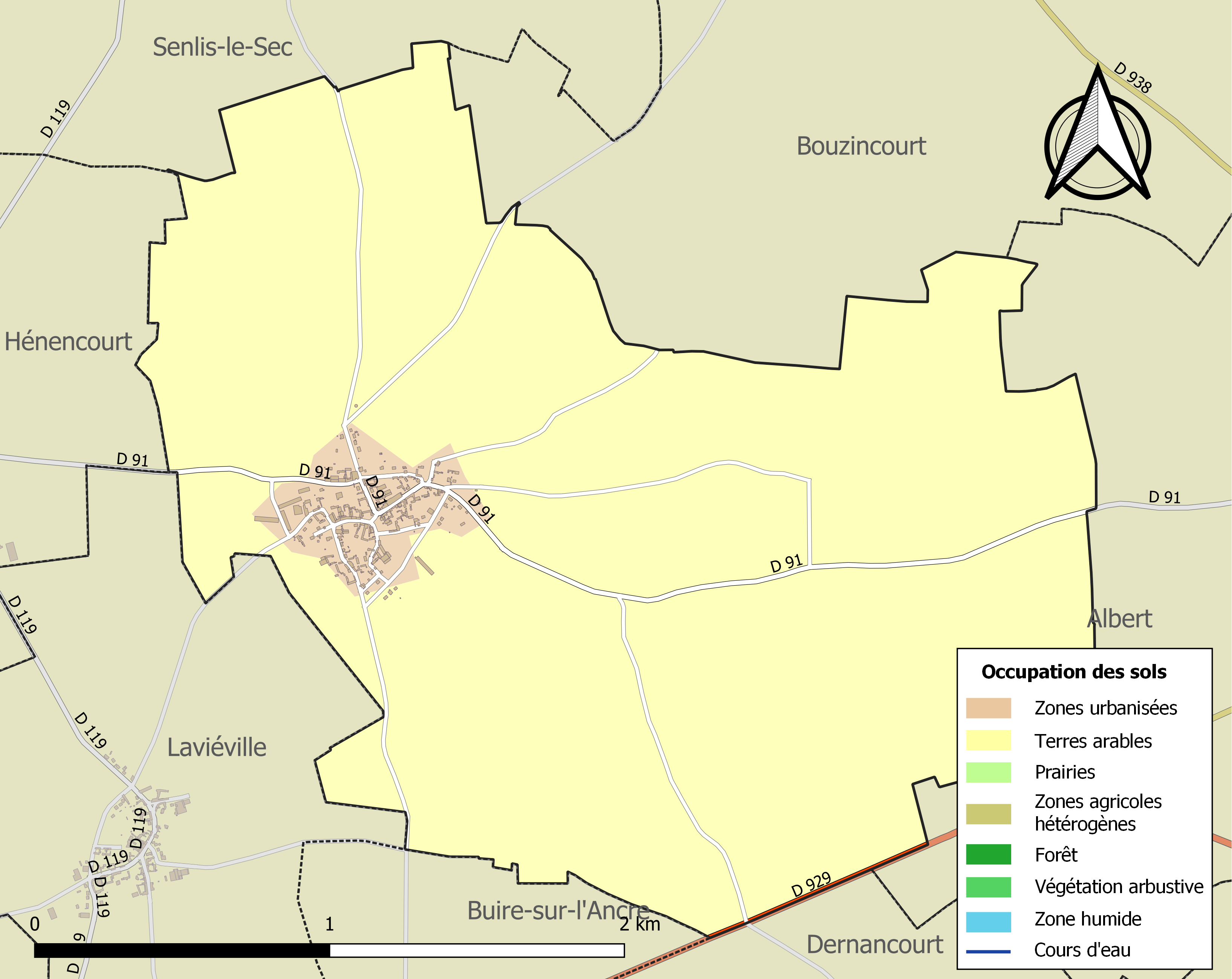
Carte des infrastructures et de l'occupation des sols de la commune en 2018 (CLC).

### Aménagement du territoire
La commune présente un habitat groupé.
Aménagements réalisés à la fin du XXe  et au début du  XXIe siècle: création d'une salle communale, rénovation de l'église ainsi que du monument aux morts. L'ancienne école a été transformée en mairie.

### Voies de communication et transports
La route principale traversant Millencourt est la D 91, qui relie la commune à  Hénencourt et à Albert. Cinq autres chemins rattachent Millencourt aux autres communes. L'ex-route nationale 29 (actuelle RD 929) constitue la limite sud du village.
Le village de Millencourt est à 5 km de la ligne de chemin de fer Paris - Lille, dont la station la plus proche est la gare d'Albert.
La localité est desservie par les lignes d'autocars du réseau interurbain Trans'80 Hauts-de-France.

## Toponymie
On trouve différentes formes dans les textes anciens pour désigner Millencourt : Milliuncurt (1086), Milencourt ou Millancourt (1801).
Le suffixe « court » signifie courtil, jardin, enclos, ferme, domaine. Millencourt pourrait signifier le domaine du chevalier (Militis Cortis) ou le centre d'une seigneurie (Mediolanus) comme Milan.

## Histoire
- Au Moyen Âge, le territoire de Millencourt se partageait entre deux fiefs, celui des seigneurs d'Hénencourt et celui dit de Sacquespée. L'abbaye de Corbie possédait également des terres à Millencourt. La seigneurie de Millencourt et celle d'Hénencourt échurent à la famille de Lameth au XVe siècle[1].
- Pendant la Révolution française, les biens de l'abbaye de Corbie situés sur la commune et ceux de la fabrique de la paroisse furent mis en vente comme biens nationaux[1].
- Le  8 thermidor an XII (27 juillet 1804), le conseil municipal de Millencourt demande la réunion de la paroisse à celle de Laviéville, une commune voisine, qui possédait une église en bon état.
- Le 25 fructidor an XII (12 septembre 1804), le préfet de la Somme autorise les habitants de la commune à planter une croix, sur un terrain communal, à l'emplacement où il en existait une auparavant. Le terrain devant être enclos par une plantation d'arbres ou de haies vives ou d'un mur.
- En 1814, les habitants de Millencourt furent contraints de loger des soldats prussiens[1].
- 3 février 1822, le conseil de fabrique propose de louer des bancs à l'église pour combler le déficit de la fabrique.
- 1er mai 1827, la souscription volontaire faite par le maire, l'adjoint au maire, les conseillers municipaux, les habitants de la commune et le marquis de Lameth pour la restauration du chœur et du clocher de l'église a rapporté 4 704 francs.
- 1870-1871, dix huit jeunes gens participèrent à la guerre franco-allemande de 1870. Quatre furent faits prisonniers et un capitaine fut blessé lors de la  bataille de Sedan[1].
- Le 26 décembre 1870, le 40e régiment d'infanterie prussien stationna à Millencourt.
- En janvier 1871, quelques jours avant la bataille de Saint-Quentin, le général Faidherbe fit ranger ses troupes sur les hauteurs de Millencourt[1].
- 1898, translation du cimetière[15].
- 1914-1918, pendant la Première Guerre mondiale, l'église de Millencourt fut transformée en hôpital militaire britannique, certains soldats y sont morts et c'est ainsi que la commune dispose d'un cimetière britannique. Durant cette guerre, de nombreuses maisons du village furent détruites.

Le village a été décoré de la Croix de guerre 1914-1918 le 27 octobre 1920.
- Le 7 juin 1945, à 2 heures du matin, le gang d'Albert, formé d'anciens Résistants, attaqua au plastic le bureau de poste de la commune d'où était originaire l'un des malfaiteurs. En raison du retrait des billets ordonné par le gouvernement, le bureau de poste contenait exceptionnellement deux millions et demi de francs en billets et neuf millions en bons du Trésor. Il était gardé par le receveur et deux gardiens, ce qui n'arrêta pas les malfrats. Un pain de plastic fut placé près de la porte qui sauta blessant les deux gardiens grièvement. Au cours de la fusillade  qui suivit, l'un des gangsters fut blessé ce qui provoqua la fuite de tous les membres du groupe. Ce n'est qu'en 1949 qu'ils furent arrêtés, jugés et condamnés[17].

## Politique et administration

### Rattachements administratifs et électoraux
La commune se trouve depuis 1926 dans l'arrondissement de Péronne du département de la Somme. Pour l'élection des députés, elle fait partie depuis 1958 de la cinquième circonscription de la Somme.
Elle fait partie depuis 1793 du canton d'Albert. Dans le cadre du redécoupage cantonal de 2014 en France, ce canton, dont la commune est toujours membre, est modifié, passant de 26 à 67 communes.

### Intercommunalité
La commune fait partie de la communauté de communes du Pays du Coquelicot, créée en 2001.

### Liste des maires
| Période                                  | Période                       | Identité           | Étiquette | Qualité                                     |
| ---------------------------------------- | ----------------------------- | ------------------ | --------- | ------------------------------------------- |
| Les données manquantes sont à compléter. |                               |                    |           |                                             |
| 1994                                     | 2001                          | Mauricette Cordier |           | .                                           |
| mars 2001                                | En cours (au 25 janvier 2021) | Thierry Sergeant   |           | Agriculteur Réélu pour le mandat 2020-2026, |

## Équipements et services publics

### Enseignement
Il n'y a plus d'école primaire dans la commune.
Les enfants de Millencourt vont à l'école primaire au regroupement pédagogique concentré (RPC) Les Cinq Tilleuls de Bouzincourt, puis au collège Pierre-et-Marie-Curie d'Albert et enfin au lycée Lamarck d'Albert.

## Population et société
Les habitants s'appellent les Millencourtois.

### Démographie
L'évolution du nombre d'habitants est connue à travers les recensements de la population effectués dans la commune depuis 1793. Pour les communes de moins de 10 000 habitants, une enquête de recensement portant sur toute la population est réalisée tous les cinq ans, les populations de référence des années intermédiaires étant quant à elles estimées par interpolation ou extrapolation. Pour la commune, le premier recensement exhaustif entrant dans le cadre du nouveau dispositif a été réalisé en 2008.

En 2022, la commune comptait 203 habitants, en évolution de −5,14 % par rapport à 2016 (Somme : −1,26 %, France hors Mayotte : +2,11 %).
| 1793 | 1800 | 1806 | 1821 | 1831 | 1836 | 1841 | 1846 | 1851 |
| ---- | ---- | ---- | ---- | ---- | ---- | ---- | ---- | ---- |
| 402  | 353  | 384  | 478  | 465  | 476  | 494  | 479  | 466  |

| 1856 | 1861 | 1866 | 1872 | 1876 | 1881 | 1886 | 1891 | 1896 |
| ---- | ---- | ---- | ---- | ---- | ---- | ---- | ---- | ---- |
| 434  | 402  | 373  | 354  | 336  | 299  | 293  | 263  | 246  |

| 1901 | 1906 | 1911 | 1921 | 1926 | 1931 | 1936 | 1946 | 1954 |
| ---- | ---- | ---- | ---- | ---- | ---- | ---- | ---- | ---- |
| 224  | 222  | 225  | 204  | 184  | 182  | 195  | 186  | 202  |

| 1962 | 1968 | 1975 | 1982 | 1990 | 1999 | 2006 | 2008 | 2013 |
| ---- | ---- | ---- | ---- | ---- | ---- | ---- | ---- | ---- |
| 161  | 172  | 199  | 207  | 196  | 217  | 225  | 227  | 223  |

| 2018 | 2022 | - | - | - | - | - | - | - |
| ---- | ---- | - | - | - | - | - | - | - |
| 209  | 203  | - | - | - | - | - | - | - |

### Manifestations culturelles et festivités
Plusieurs associations existent dans la commune : association d'équitation, Association du tour des haies (préservation de la faune et de la flore), Association des loisirs, Association des Jeunes de Millencourt et Comité des fêtes.
Chaque année le village organise une fête communale sur le thème de la randonnée ; y sont organisés un circuit de marche d'une dizaine de kilomètres et des animations en tous genres.
Tous les dix ans, une photo de tous les habitants du village est prise afin de voir l'évolution de la population depuis l'an 2000[réf. souhaitée].

## Économie
L'activité dominante de la commune reste l'agriculture : trois exploitations agricoles et deux entreprises de machines-outils, Picardie Hydraulique et Blondel[Quand ?].

## Culture locale et patrimoine

### Lieux et monuments
Millencourt possède plusieurs monuments :
- L' église Saint-Firmin[29], construite au début du XIXe siècle, est dédiée au saint patron du diocèse d'Amiens, saint Firmin. Elle a été restaurée grâce aux largesses du marquis de Lameth, propriétaire dans la commune, à la fin du XIXe siècle[30]

- Les muches dont l'entrée est située en face de l'église. Elles ne se visitent pas.
- La commune a un monument aux morts[31] récemment rénové.

- Le cimetière militaire australien. Ce cimetière a la particularité d'avoir des tombes de nationalités différentes disposées les unes à côté des autres. Ainsi nous pouvons trouver un soldat anglais à côté d'un allemand, ce qui est assez rare.

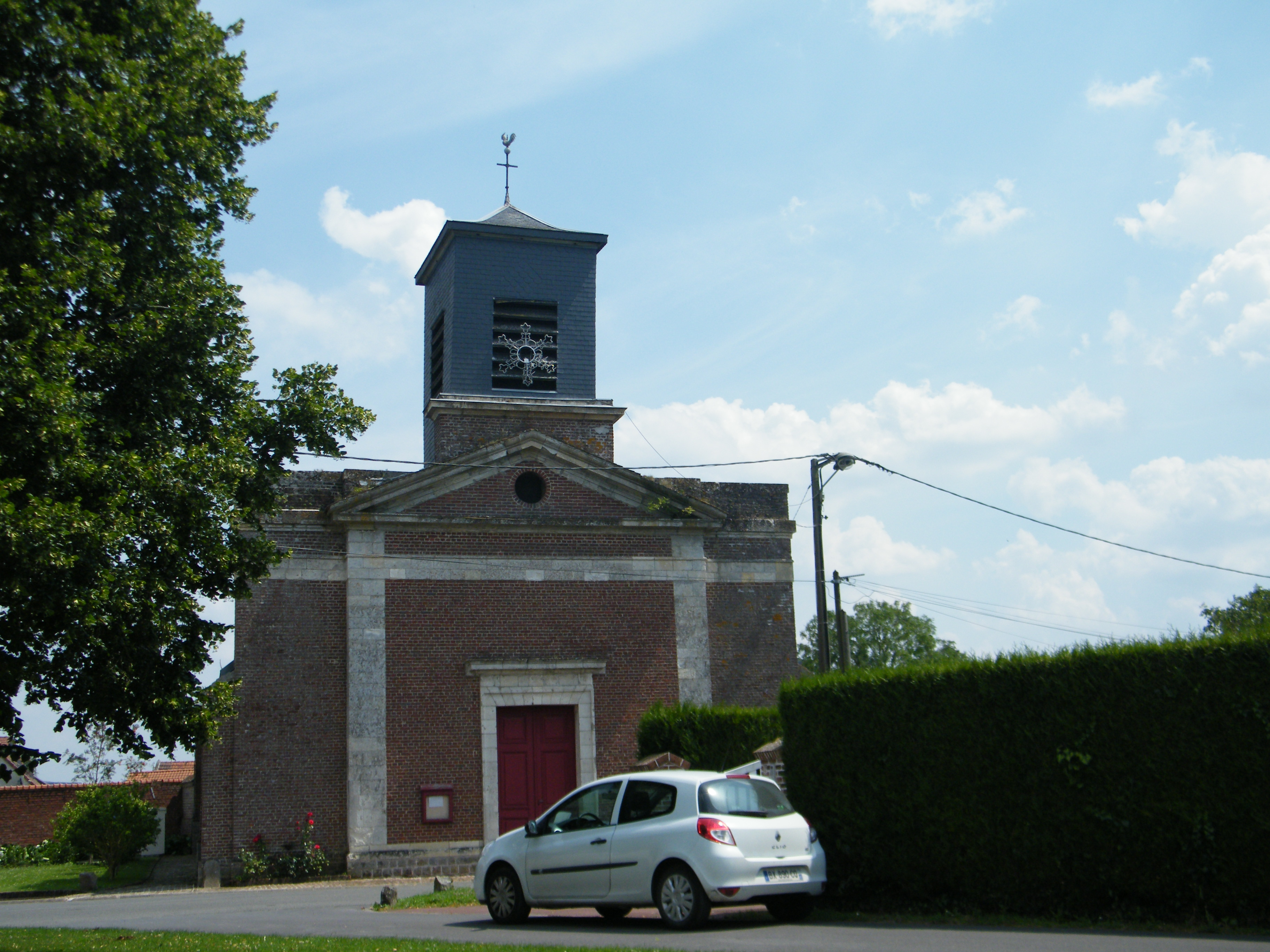
Saint-Firmin.
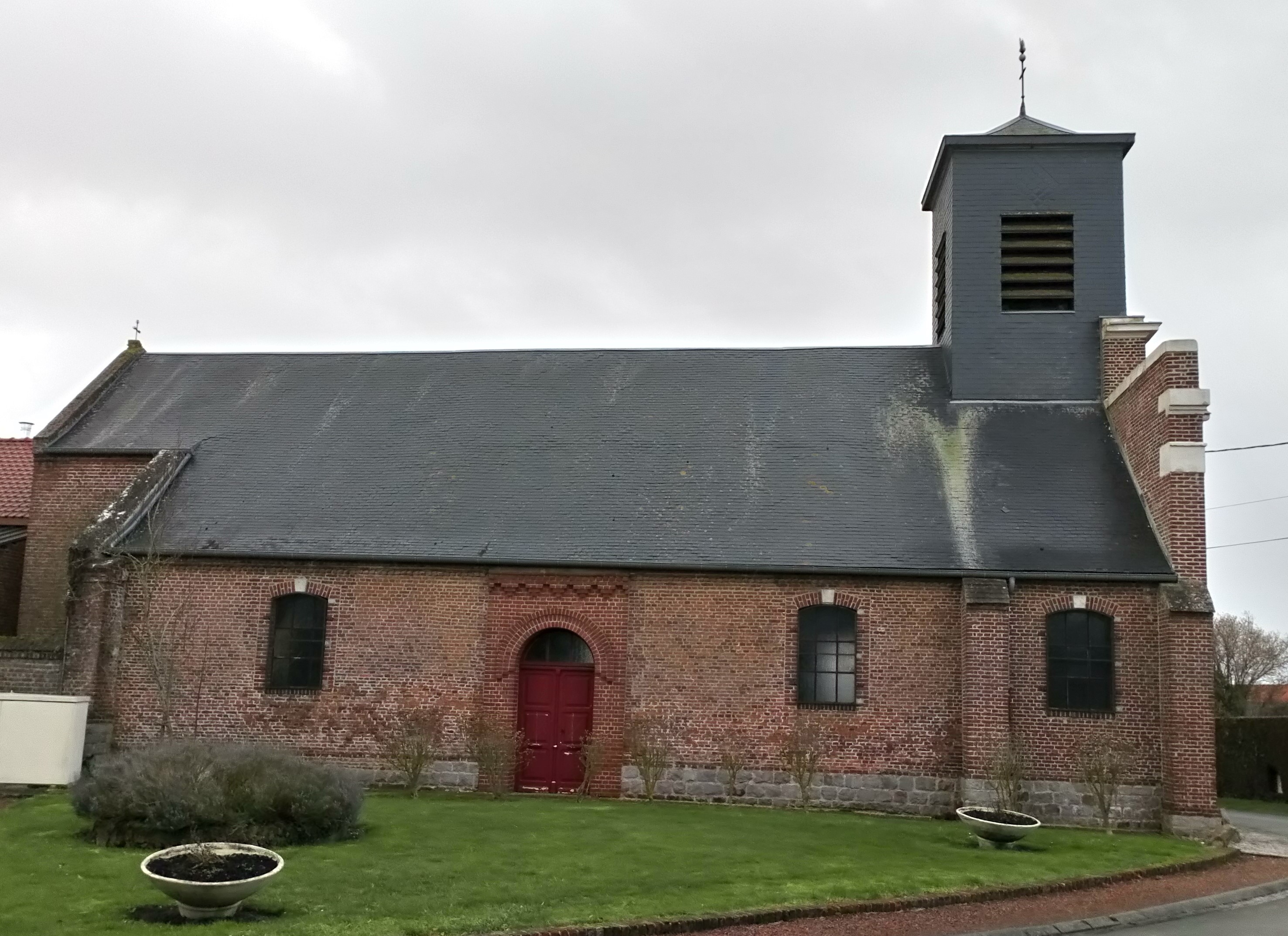
Autre vue de l'église.
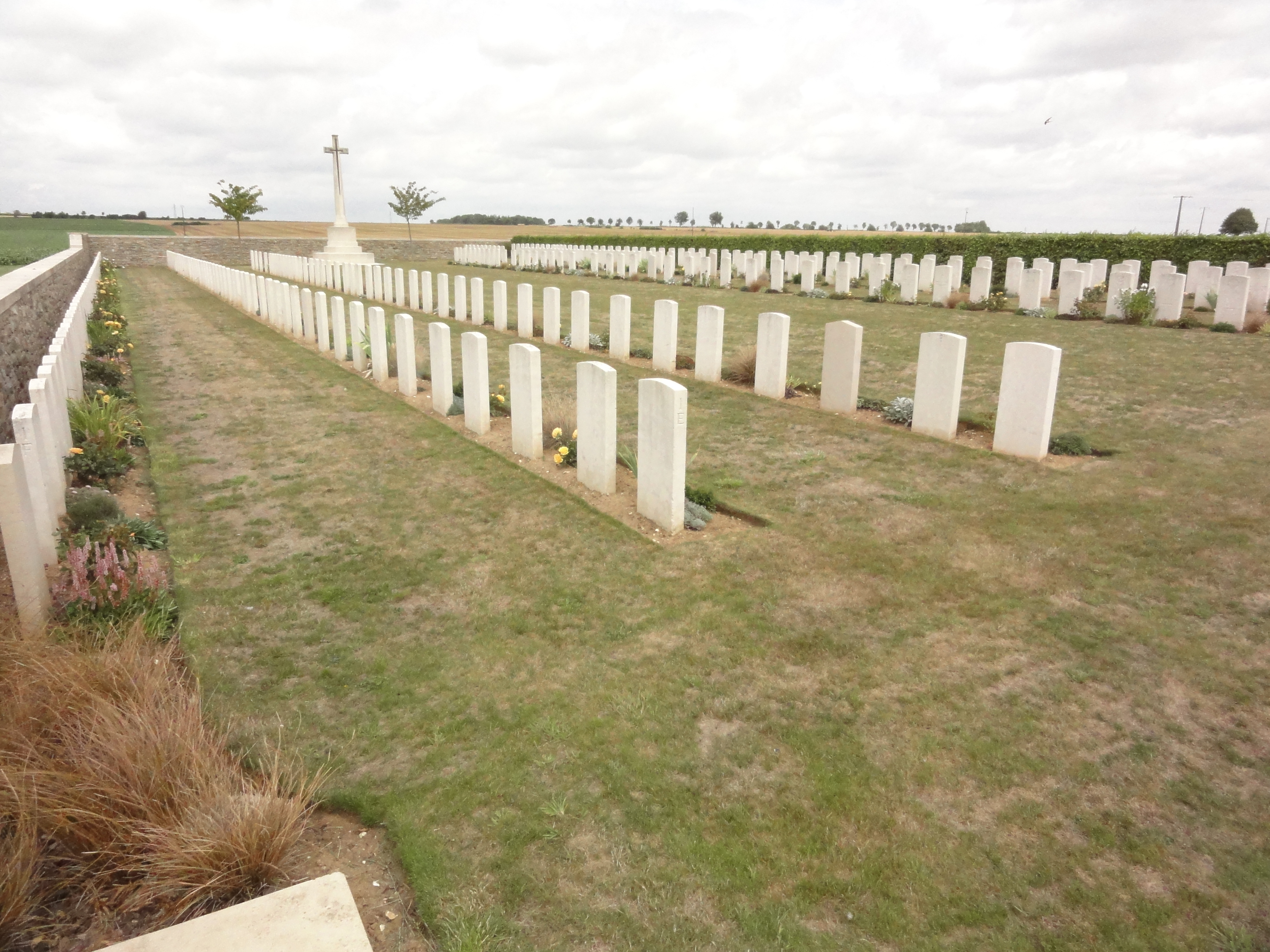
Millencourt Communal Cemetery Extension.
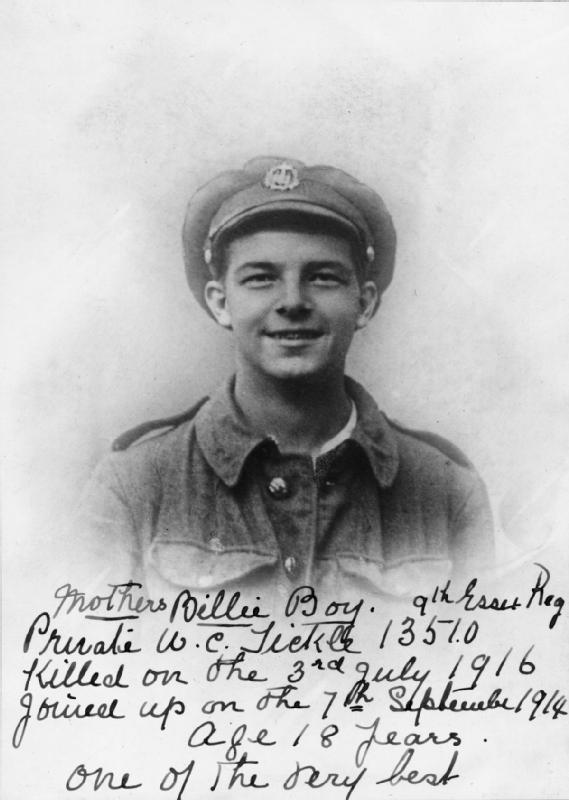
Un combattant de 1916 à Millencourt.

## Pour approfondir